# Los cuernos de don Friolera
Los cuernos de don Friolera és una obra de teatre de Ramón María del Valle-Inclán, eexponent del gènere de l'esperpent.

## Argument
Donya Loreta, esposa del tinent Astete, sobrenomenat Don Friolera, és infidel al seu marit amb Pachequín, el barber del lloc. Un anònim posa a Astete en coneixement de la situació i trama venjança. No obstant això, en posar en execució la seva decisió d'assassinar als traïdors, la filla Manolita apareix i al deshonrat li falta valor per a prémer el gallet. No obstant això, la pressió dels seus col·legues mina la resistència de don Friolera a cometre el doble crim.

## Publicacions i representacions
L'obra es va publicar per primera vegada el 1921 en lliuraments i el 1925 en un únic tom. Es va representar un any més tard pel grup El Mirlo Blanco. El 1930 Valle-Inclán la va incloure al volum Martes de Carnaval, trilogia d'esperpents que integrava, a més, Las galas del difunto i La hija del capitán.
Encara que prohibida durant el franquisme, Juan José Alonso Millán la va posar en escena en el Teatro Romea de Múrcia en una única funció a porta tancada a l'abril de 1959. Vuit anys després es va representar pel Teatro Español Universitario, sota la direcció de José Manuel Garrido.
En 1976 la va dirigir, ja comercialment, José Tamayo amb Antonio Garisa com Don Friolera, Alfonso Godá, Mary Carmen Ramírez com Loreta, Juan Diego, Tota Alba, Esperanza Grases i Imanol Arias.
En 1995 Mario Gas posa per primera vegada en escena les tres obres que integren Martes de carnaval al Teatro María Guerrero, amb Juan José Otegui, com Don Friolera.
Ángel Facio la va reposar al Teatro Español el 2008, amb Rafael Núñez com Don Friolera, Nancho Novo com Pachequito, Teté Delgado com Loreta, Inma Cuevas i Diego Pizarro.
Finalment, el 15 de juliol de 2008 es va emetre una versió per Televisión Española, amb Juan Luis Galiardo com Don Friolera, Juan Diego com Pachequito, Adriana Ozores com Loreta, Pilar Bardem, Magüi Mira, Antonio Gamero, Paco Tous, Manuel de Blas, Mary Carmen Ramírez i Luis Pérezagua.